# Rhynchomys banahao
Rhynchomys banahao (Ринхомис Банахао) — вид своєрідних гризунів родини мишеві (Muridae).

## Поширення
Відомий тільки з гори Банахао, провінція Кесон, південний острів Лусон (Філіппіни). Цей вид живе в гірських первинних лісах на 1250-1465 м, де переважають види Podocarpus, Lithocarpus, Syzygium. 

## Звички
Вид мабуть, нічно-сутінковий. Зміст шлунків 1 зразка складався з дощових черв'яків і кількох фрагментів крил і екзоскелетів невпізнаних комах.

## Загрози та охорона
Гірські місця проживання, не знаходяться під серйозною загрозою від рубок або перетворення в сільське господарство, але поточні рівні використання для туристів і паломників на гору представляють деякі підстави для занепокоєння. Гора Банахао в даний час охороняється як національний парк.